# Thomas Rokeby (Militär)
Sir Thomas Rokeby (auch Thomas de Rokeby) († 23. April 1357 in Kilkea Castle) war ein englischer Militär und Beamter. Von 1349 bis 1355 und von 1356 bis zu seinem Tod diente er als Justiciar of Ireland.

## Herkunft
Thomas Rokeby wurde wahrscheinlich vor 1300 geboren und war vermutlich ein Sohn von Alexander de Rokeby, einem Grundbesitzer, der 1286 oder 1287 im Besitz von Rokeby und Mortham war. Nach dem Tod seines Vaters erbte Rokeby diese Besitzungen im nördlichen Yorkshire.

## Militär im Krieg gegen Schottland
Rokeby wird 1322 erstmals erwähnt, als er zusammen mit anderen Rittern wegen eines Angriffs auf Bowes Castle, einer Burg des Earl of Richmond angeklagt wurde. Während der Weardale Campaign wurde er 1327 berühmt, als er als Erster dem englischen Heer den Standort des in Nordengland eingefallenen schottischen Heeres mitteilen konnte. Rokeby war als Späher den Schotten in die Hände gefallen. Diese hatten ihn aber freigelassen, da sie kampfbereit auf das englische Heer warteten. Für diese Nachricht hatte der junge König Eduard III. eine jährliche Pension in Höhe von £ 100 ausgelobt, dazu wurde Rokeby vom König zum Ritter geschlagen. 331 begleitete er Henry Percy, als dieser als englischer Gesandter nach Frankreich reiste. Während des Zweiten Schottischen Unabhängigkeitskriegs diente Rokeby als Militär in den Scottish Marches. Von November 1335 bis März 1337 diente er als Sheriff von Yorkshire, und im Juli 1337 erhielt er für seine Dienste in Schottland eine weitere jährliche Pension in Höhe von £ 60. Zwischen Juni und Oktober 1336 nahm Rokeby an dem Feldzug von Eduard III. nach Schottland teil, bei dem dieser bis nach Perth vorrückte. Zu seinem Gefolge gehörten dabei fünf men-at-arms und neun Bogenschützen. Anschließend ernannte ihn der König im Oktober 1336 zum Kommandanten des wiederaufgebauten Stirling Castle, im August 1338 wurde er dazu auch Kommandant von Edinburgh Castle. Stirling wurde ab 1339 von schottischen Truppen belagert, ehe sich die ausgehungerte Besatzung im Juli 1341 ergeben musste. Edinburgh Castle war bereits am 16. April 1341 von den Schotten erobert worden. Im Dezember 1342 wurde Rokeby erneut zum Sheriff von Yorkshire ernannt. Während seiner fast siebenjährigen zweiten Amtszeit übernahm Rokeby noch weitere lokale Ämter für die Krone, unter anderem stellte er für die Kriege des Königs Truppen auf. Als der schottische König David II. im Herbst 1346 in Nordengland einfiel, wurde das schottische Heer in der Schlacht von Schlacht von Neville’s Cross von einem englischen Heer geschlagen. Dabei war Rokeby neben Ralph Neville und Henry Percy einer der englischen Kommandanten und befehligte das zweite der drei Bataillonen des englischen Heeres. Nach der Schlacht geleitete Rokeby zusammen mit John Darcy of Knaith den gefangen genommenen schottischen König in den Tower of London. Der englische König erhob ihn zum Banneret und gewährte ihm eine jährliche Zahlung in Höhe von 200 Mark.

## Dient als Justiciar of Ireland

### Übernahme der Verwaltung
Nachdem es nach der Gefangennahme des schottischen Königs in den nächsten Jahren im Krieg gegen Schottland zu keinen weiteren größeren Kämpfen mehr gekommen war, konnte Eduard III. Rokeby mit neuen Aufgaben betreuen. Am 17. Juli 1349 ernannte er Rokeby zum Justiciar of Ireland und damit zum Leiter der englischen Verwaltung und zum militärischen Befehlshaber in Irland. Dort war die englische Herrschaft durch zahlreiche Rebellionen der irischen Bevölkerung bedroht. Der König hatte zugeben, dass Irland nicht in gutem Zustand und befriedet sei. Deshalb erhielt Rokeby nicht nur die übliche Streitmacht von 20 men-at-arms, über die der Justiciar verfügen konnte, sondern der König stellte ihm für drei Monate 20 weitere men-at-arms und 40 berittenen Bogenschützen zur Verfügung. Über eine Verlängerung der Finanzierung dieser Truppe sollte der irische Kronrat entscheiden. Im Oktober 1349 wurde Rokeby als Sheriff von Yorkshire abgelöst und im Dezember 1349 traf er in Irland ein. Abgesehen von einer kurzen Unterbrechung, als er von März bis Juni 1352 am englischen Königshof war, blieb Rokeby bis August 1355 in Irland. Damit hatte er in der Mitte des 14. Jahrhunderts die bei weitem längste Amtszeit eines Justiciars.

### Tätigkeit als Verwalter
Eine der ersten Amtshandlungen von Rokeby war die Verhaftung des bisherigen irischen Schatzmeisters Robert de Emeldon, der auf Befehl des Königs als Gefangener nach England geschickt wurde. Doch bereits von Januar bis April 1350 unternahm er eine Reise durch West- und Südirland, um fällige Steuern und Gebühren zu erheben. Im Juni 1350 beschloss eine Ratsversammlung in Kilkenny umfangreiche Reformen und Reorganisationen der Verwaltung und der Justiz. Mit Unterstützung durch John de St Paul, dem Erzbischof von Dublin, der auch als Kanzler von Irland diente, konnte Rokeby die Reformen umsetzen und die Einnahmen der Regierung erheblich steigern, obwohl im Herbst 1348 der Schwarze Tod Irland erreicht hatte. 1351 berief Rokeby eine große Ratsversammlung nach Kilkenny ein. Auf dieser Versammlung wurden Regelungen erlassen, wie die einzelnen Grafschaften die Verteidigung gegen Angriffe der Iren organisieren sollten. Dazu versuchte Rokeby die Eintreibung von Gebühren und Schulden gegenüber der Regierung zu beschleunigen. Viele dieser auf der Ratsversammlung beschlossenen Regelungen wurden 1366 in den Kilkenny-Statuten übernommen. Rokeby fand auch Entschuldigungen für die Rückschläge im Kampf gegen die Iren und für die zu geringen Einkünfte. Hierfür macht er mit Zustimmung der Ratsversammlung die Regierung in England verantwortlich. Diese würde zu schnell Einwände aus Irland nachgeben, die Empfehlungen der irischen Regierung ignorieren und stattdessen auf Lügner und Opportunisten hören. Rokeby selbst wurde aber beschuldigt, dass durch seine finanziellen Forderungen und die Eintreibung von Gebühren das Land ausgebeutet hätte, während er seine Freunde vor der Eintreibung von Steuern und Gebühren durch das Schatzamt geschützt hätte. Obwohl es englischen Ministern verboten war, während ihrer Amtszeit Landbesitz zu erwerben, hätte Rokeby Ländereien bei Dublin, in Kildare und in Tipperary erworben.

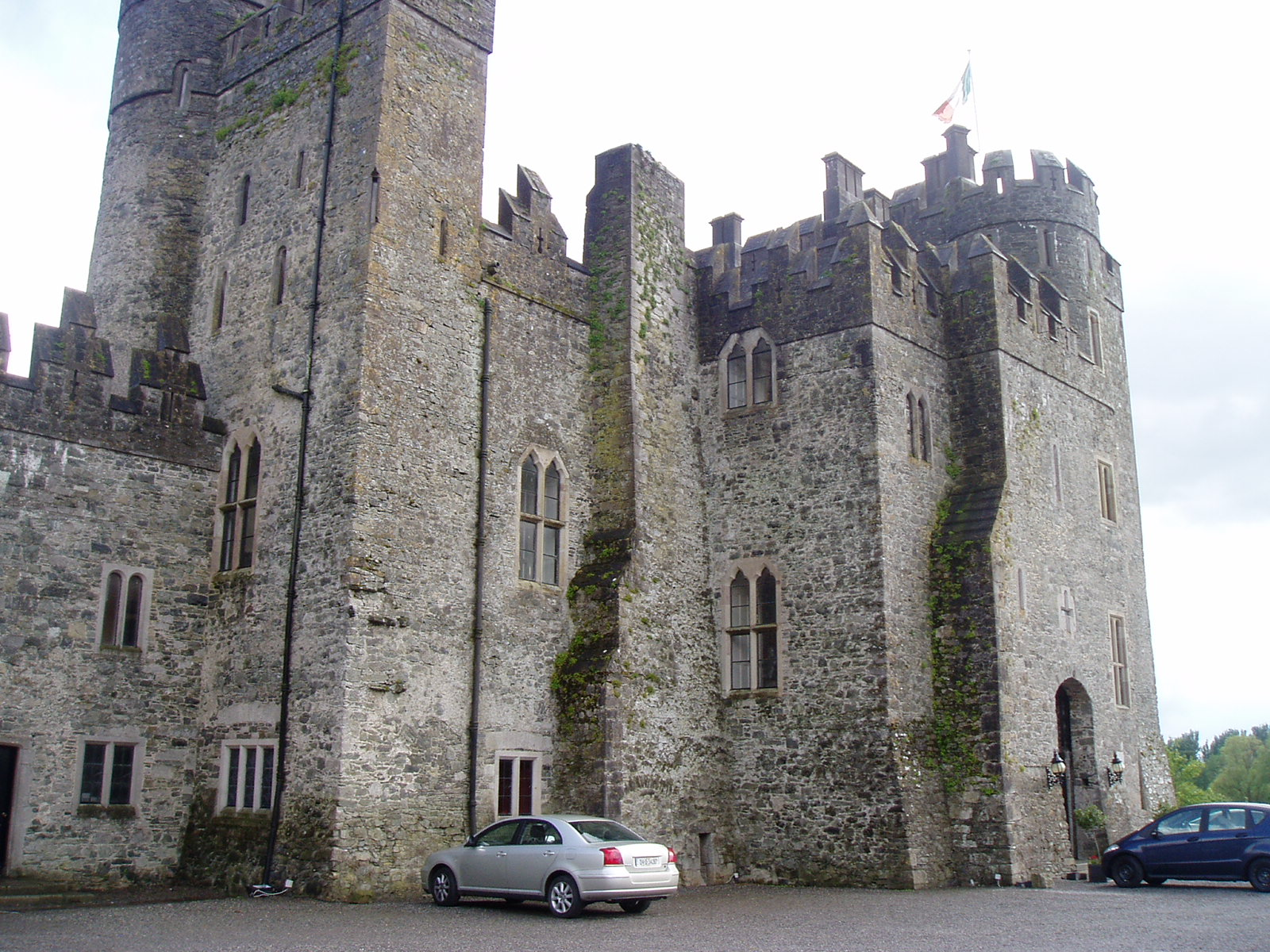
Kilkea Castle, wo Rokeby starb (Fotografie von 2007)

### Tätigkeit als Militär
Neben diesen Versuchen, die Verwaltung zu verbessern, diente Rokeby in Irland aber vor allem als Militär. Die Hauptbedrohung für die englischen Siedler bestand in Leinster, wo Angriffe der rebellischen Iren aus dem Bergland und den Wäldern von Wicklow, Carlow und dem nördlichen Wexford erfolgten. 1350, 1353, 1354 und 1355 führte Rokeby Feldzüge gegen die Iren. 1354 konnte er nMuirchertach Mac Murchadha gefangen nehmen. Dieser hatte sich als Fürst oder gar König von Irland bezeichnet, weshalb Rokeby ihn hinrichten ließ. Während des Feldzugs im September und Oktober 1354 in Leinster erlitt das über 1000 Mann starke englische Heer schwere Verluste. Um die Iren zurückzudrängen, legte er 1355 eine Kette von befestigten Stützpunkten südlich von Dublin und östlich von Kildare an. Parallel dazu bemühte er sich ständig um Verhandlungen mit den Iren, die untereinander zerstritten waren. Deshalb gelang es ihm, dass eine Reihe von irischen Häuptlingen gegen Zahlung einer jährlichen Pension die Engländer unterstützten. Als das englische Schatzamt diese Zahlungen kritisierte, entgegnete Rokeby, dass der irische Rat und die irischen Adligen die Zahlungen empfohlen hätten. Durch die Zahlungen würden größere Kosten vermieden, da die Iren im englischen Sold gegen rebellierende Iren kämpfen und diese dadurch schwächen würden. Wenige Jahre später wurden solche Zahlungen dann als üblich betrachtet. Unter den Iren galten führten solche Zahlungen sogar dazu, dass ihre Empfänger als Häuptlinge anerkannt wurden, da sie zuvor teils schon von den Justiciars im Amt bestätigt wurden. Rokebys Feldzüge beschränkten sich aber nicht nur auf den Südosten von Irland. Von 1352 bis 1353 führte er eine umfangreiche Gerichtsreise durch Munster durch. Im Verlauf dieser Reise stellte er zwischen Oktober 1352 und Januar 1353 eine zeitweise fast 1000 Mann starke Armee auf, um gegen die MicCharthaigh und MicConmara vorzugehen. Durch diesen Feldzug konnte er die MicCharthaigh aus dem Tal des Lee im Hinterland von Cork vertreiben. Von ihren Besitzern aufgrund der Aufstände aufgegebene Besitzungen vergab er an neue Besitzer mit der Auflage, sie zu verteidigen. Dazu ließ er zur Sicherung seiner Position in Thomond Bunratty Castle wieder aufbauen, das allerdings vermutlich 1355 von den Iren erobert wurde. Rokebys militärische Erfolge wurden durch die zeitgenössischen Annalen von Dublin bestätigt, die sonst selten die Leistungen der englischen Gouverneure lobten. Nach diesem Bericht kämpfte Rokeby nicht nur erfolgreich, sondern bezahlte auch für die Lebensmittel, die er während der Feldzüge benötigte. Dabei sei er selbst so bescheiden gewesen, dass er von hölzernem Geschirr aß, um Geld für die Feldzüge zu sparen. Trotz dieser Lobreden war tatsächlich die englische Stellung im Sommer 1355 durch Rebellionen und Angriffe der Iren weiter erheblich geschwächt. Die erfolgreich begonnene Amtszeit von Rokeby endete trotz seiner Bemühungen in Rückschlägen und Misserfolgen.

### Ablösung, Wiedereinsetzung und Tod
1354 bat Rokeby die englische Regierung, dass er nach England zurückkehren dürfe und dass er für seine großen Anstrengungen angemessen belohnt würde. Dazu bat er um die Erstattung von Geldern, die noch aus seiner Zeit als Verwalter von Stirling Castle offen waren. Seine Bitte um Ablösung wurden zunächst abgelehnt, doch im Juli 1355 beschloss Eduard III., Rokeby durch den Earl of Desmond abzulösen. Daraufhin kehrte Rokeby am 9. August 1355 nach England zurück. Desmond starb jedoch bereits im Januar 1356. Zu seinem Nachfolger wurde der Earl of Kildare ernannt, der bereits als Rokebys Stellvertreter gedient hatte. Unter anderem die Stadt Cork setzte sich aber für die Wiedereinsetzung von Rokeby ein, worauf der König am 24. Juli Rokeby erneut zum Justiciar ernannt. Er kehrte vermutlich im Oktober 1356 nach Irland zurück und wurde sofort wieder in den Krieg in Leinster verwickelt. Im Februar 1357 stellte er eine Armee für einen neuen Feldzug gegen die rebellierenden Iren auf, doch bevor er größere Erfolge erzielen konnte, starb er im April 1357 im County Kildare.

## Ehe und Erbe
Rokeby war mit einer Juliana verheiratet, über die nur wenig bekannt ist. Ihre Ehe war vermutlich kinderlos geblieben. Rokebys Erbe wurde sein gleichnamiger Neffe Thomas Rokeby, ein Sohn seines Bruders Robert Rokeby.